# Hyposmocoma belophora
Hyposmocoma belophora — вид моли эндемичного гавайского рода Hyposmocoma.

## Распространение
Встречается на острове Оаху в районе вершины Каваилоа-Галч.